# Boxe aux Jeux olympiques d'été de 2016 - Poids moyens femmes
Navigation
Londres 2012 Tokyo 2020
L'épreuve féminine de boxe des poids moyens (-75 kg) des Jeux olympiques de 2016 de Rio de Janeiro se déroule au Pavillon 6 du Riocentro du 14 au 21 août 2016.

## Format de la compétition
Tous les combats se composent de trois périodes de trois minutes où les boxeurs obtiennent des points pour chaque coup de poing porté à la tête ou sur le haut du corps de leur adversaire. Le boxeur avec le plus de points comptabilisés à la fin des périodes se qualifie. Si un boxeur se retrouve au sol et ne peut pas se relever avant que l'arbitre n'ait compté jusqu'à 10, le combat est terminé et l'adversaire est déclaré gagnant.

## Médaillés
| Or               | Argent          | Bronze                   |
| Claressa Shields | Nouchka Fontijn | Dariga Shakimova Li Qian |

## Résultats
|  | Huitièmes de finale | Huitièmes de finale | Huitièmes de finale |  |  | Quarts de finale    | Quarts de finale    | Quarts de finale |   |                  | Demi-finales     | Demi-finales     | Demi-finales |  |  | Finale | Finale | Finale |
|  |                     |                     |                     |  |  |                     |                     |                  |   |                  |                  |                  |              |  |  |        |        |        |
|  |                     |                     |                     |  |  |                     |                     |                  |   |                  |                  |                  |              |  |  |        |        |        |
|  |                     |                     |                     |  |  | Claressa Shields    | Claressa Shields    | 3                |   |                  |                  |                  |              |  |  |        |        |        |
|  | Yaroslava Yakushina | Yaroslava Yakushina | 3                   |  |  | Yaroslava Yakushina | Yaroslava Yakushina | 0                |   |                  |                  |                  |              |  |  |        |        |        |
|  | Chen Nien-chin      | Chen Nien-chin      | 0                   |  |  |                     |                     |                  |   | Claressa Shields | Claressa Shields | 3                |              |  |  |        |        |        |
|  | Dariga Shakimova    | Dariga Shakimova    | 2                   |  |  |                     | Dariga Shakimova    | Dariga Shakimova | 0 |                  |                  |                  |              |  |  |        |        |        |
|  | Ariane Fortin       | Ariane Fortin       | 1                   |  |  | Dariga Shakimova    | Dariga Shakimova    | 3                |   |                  |                  |                  |              |  |  |        |        |        |
|  |                     |                     |                     |  |  | Khadija El-Mardi    | Khadija El-Mardi    | 0                |   |                  |                  |                  |              |  |  |        |        |        |
|  |                     |                     |                     |  |  |                     |                     |                  |   |                  | Claressa Shields | Claressa Shields | 3            |  |  |        |        |        |
|  |                     |                     |                     |  |  |                     | Nouchka Fontijn     | Nouchka Fontijn  | 0 |                  |                  |                  |              |  |  |        |        |        |
|  |                     |                     |                     |  |  | Li Qian             | Li Qian             | 3                |   |                  |                  |                  |              |  |  |        |        |        |
|  | Andreia Bandeira    | Andreia Bandeira    | 2                   |  |  | Andreia Bandeira    | Andreia Bandeira    | 0                |   |                  |                  |                  |              |  |  |        |        |        |
|  | Atheyna Bylon       | Atheyna Bylon       | 1                   |  |  |                     |                     |                  |   | Li Qian          | Li Qian          | 1                |              |  |  |        |        |        |
|  | Anna Laurell Nash   | Anna Laurell Nash   | 0                   |  |  |                     | Nouchka Fontijn     | Nouchka Fontijn  | 2 |                  |                  |                  |              |  |  |        |        |        |
|  | Savannah Marshall   | Savannah Marshall   | 3                   |  |  | Savannah Marshall   | Savannah Marshall   | 0                |   |                  |                  |                  |              |  |  |        |        |        |
|  |                     |                     |                     |  |  | Nouchka Fontijn     | Nouchka Fontijn     | 2                |   |                  |                  |                  |              |  |  |        |        |        |
|  |                     |                     |                     |  |  |                     |                     |                  |   |                  |                  |                  |              |  |  |        |        |        |